# Vegas Golden Knights
Vegas Golden Knights 2017-ben alapított profi jégkorongcsapat Las Vegas városában. A csapat a National Hockey League Nyugati Főcsoportjának Csendes-óceáni divíziójában szerepel.

## A Csapat története

### Előzmények
Las Vegasban 1991. szeptember 27-én szerepeltek először NHL csapatok. A nyitott pályás (+24 °C) előkészületi mérkőzésen a Los Angeles Kings 5-2-re verte a New York Rangerst. A következő hasonló alkalomra huszonkét év után, 2013-ban került sor ugyanezekkel a csapatokkal.
2013 decemberében a TSN (kanadai sport televízióscsatorna) egyik szakértője szerint lehetséges az NHL Las Vegas-i bővítése. A helyszín mellett szólt, hogy a városban egyik major sportban sem volt akkor csapat és az NHL rendszeresen ott tartotta az év végi díjkiosztóját. Megoldandó problémát jelentett, hogy a csak egy 8000 fős jégcsarnok állt rendelkezésre. 2014 márciusában meg nem erősített hírként jelent meg, hogy Gary Bettman az NHL vezetője két befektetői csoporttal (MGM Resorts International; Anschutz Entertainment Group a Los Angeles Kings tulajdonosa) is tárgyalt, amelyek Las Vegasban hoznának létre csapatot. A két cég 350 és 390 millió dollár értékben terveztek akkor csarnokot építeni.
2014 decemberében az NHL igazgatótanácsi ülése után Bettman bejelentette, hogy a liga hivatalosan engedélyezte egy lehetséges tulajdonos (William Foley) számára, hogy felmérje a Las Vegas-i bővítéssel kapcsolatos gazdasági lehetőségeket. 2015 februárjában megkezdődött a bérletek próbaértékesítése. Ennek során az érdeklődők a bérlet árának 10%-át (150-900 $) letétbe helyezték, amivel a befektetők igazolhatták az NHL felé az elvárt szurkolói létszámot. Március végére értékesítették a 10 000. bérletet, annak ellenére, hogy az NHL csapat létrehozására még nem volt hivatalos engedély.
2015 júliusában az NHL hivatalosan meghirdette a bővítéssel kapcsolatos pályázatát. A határidőig Las Vegas és Quebec jelentkezett. 2016. június 22-én bejelentették, hogy a liga engedélyezi a Las Vegas csatlakozását. A csapat otthona a 375 millió dollárból felépített T-Mobile Arena lett. A csatlakozás díj kb. 500 millió dollár volt.
2016 júliusában bejelentették a csapat menedzserét George McPhee-t. November végén nyilvánosságra hozták, hogy a csapat neve Vegas Golden Knights lesz, a színei pedig: acélszürke, vörös, arany, fekete. 2017 áprilisában megnevezték a klub első edzőjét, a Florida Panthers korábbi trénerét Gerrard Gallantot.

### A kezdeti évek
Expanziós draft
A klub első játékosaként Reid Duke-ot szerződtette, majd a 2016-os világbajnokság gólkirályát az orosz Vagyim Sipacsovot. Az expanziós draft előtt McPhee egyenként biztosította a többi csapat vezetését, hogy azokat a játékosokat, akiket meg akarnak tartani, de nem kívánják a kiválasztás elől levédeni a Vegas nem fogja leszerződtetni. Cserébe a hagyományos drafton választási lehetőséget illetve játékost kaptak. Mindemellett az expanziós drafton továbbra is választhattak a ténylegesen és a szóban levédett játékosokon kívül. Az expanziós drafton harminc, a hozzákapcsolódó cserék során további hat játékoshoz jutott a Knights. Ezenfelül 10 draft választási jogot (ebből kettő első körös, négy második körös) kaptak. A expanziós draft során a kiválasztottak közül a legjobbnak tartott játékos Marc-Andre Fleury, a Pittsburgh Penguins háromszoros bajnok kapusa volt.
2017–2018
A Vegas az első mérkőzését 2017.szeptember 17-én az előszezonban játszotta Vancouverben. A 9-4-es győzelem során a csapat első gólját Tyler Wong szerezte. A Knights a bajnokságban megnyerte az első három mérkőzését. Hat összecsapás után öt győzelemmel állt. Újonc csapat utoljára 1917-ben tudott ilyen kezdést produkálni. A szezon során a klub több újonc csapatokat érintő rekordot ért el. Gallant az all-star gálán edzőként vehetett részt. A csapat pedig megnyerte a Csendes-óceáni divíziót. A rájátszás első körében négy mérkőzésen kiejtették a Los Angelest, majd a San Jose elleni 4-2-vel bejutottak a főcsoport döntőjébe. Fleury az első két körben 10 mérkőzésből négyen nem kapott gólt. A nyugati elsőségért vívott párviadalban a Winipeg megnyerte az első mérkőzést, de ezt követően a Vegas négy mérkőzést behúzva bejutott a Stanley kupa döntőjébe. A döntő első mérkőzésén a Knights nyert 6-4-re, de ezután a Washington sorozatban megszerzett négy győzelemmel bajnok lett.
2018–2019
A holtszezonban Fleury szerződését 2022-ig meghosszabbították. Emellett sikerült megegyezni William Karlssonnal, aki a góllövőlista harmadikja volt az előző szezonban. Szeptemberben a Montreáltól megszerezték Max Paciorettyt, akivel négy évre szerződtek. Érkezett még Paul Stastny a Winnipeg második soros centere. Eligazolt az 50 passzos David Perron és a 25 gólos James Neal.
A szezont nem kezdte jól a Knights. De november 24-től az év végéig csak három vereséget szenvedett, így a negatív mérlegét megfordította  és a divízió élére állt. Az átigazolási határidő lejárta előtt sikerült megszerezni az ottawai Mark Stonet, aki nyolc évre írt alá. A Vegas az alapszakasz utolsó nyolc mérkőzéséből hetet elvesztett, ezzel Csendes-óceáni divízióban harmadik lett. A playoffban a San Joséval került össze a Knights. A csapat már 3-1-re vezetett a szériában, de végül 4-3-ra elbukta a párharcot.
2019–2020
2019 nyarán a Knights bérkerete 7,5 millió dollárral a megengedett maximum felett volt. Ezenkívül 4-5 kiegészítő játékossal is meg kellett egyezni a klubnak, ami tovább növelte az összeget. Ez szükségessé tette, hogy játékosoktól váljanak meg. Elsőként a finn Erik Haulát, majd Colin Millert cserélték el.
2020 január 3-án a Vegas vezette a csoportját, így Gallant lett az all star gálán a csapat edzője. Január 15-én Knights elégedetlen vezetése menesztette a Gallantot. Ekkor a csapat az ötödik helyen állt, három ponttal elmaradva az első helytől. Az új edző Peter DeBoer a San Jose korábbi trénere lett. Az átigazolási stop előtt a csapathoz került Chicagóból Robin Lehner (William M. Jennings-trófea) és Martins Dzierkals. Cserébe Malcolm Subban és Stanislav Demin került a Blackhawkshoz. A koronavírus-járvány miatt csonka alapszakaszból kiemeltként végzett a Knights, így kimaradt a playoff selejtező köréből. Az első fordulóban A Chicagót ejtették ki öt mérkőzésen. A következő körben csak hét meccsen jutottak túl az ötödik kiemelt Vancouverrel szemben. A nyugati főcsoport döntőjében a Dallas 4-1-gyel vetett véget a Vegas szezonjának.
2020–2021
A holtszezonban Lehner kapus további 5 évre kötelezte el magát a nevadaiakhoz. A csapattól távozott Paul Stastny. Érkezett a St. Louis kapitánya Alex Pietrangelo, aki 2027-ig tartó szerződést írt alá. Januárban bejelentették, hogy a csapat első csapatkapitánya Mark Stone lett. Az alapszakaszban a Vegas kapusai kapták a legkevesebb gólt, így Fleury és Lehner kapta a William M. Jennings-trófeát. Az 56 meccses alapszakaszban a Vegas a második lett a Colorado mögött. A rájátszás első körében a Minnesota ellen hét mérkőzés után jutottak tovább. A második fordulóban összekerült a bajnokság két legeredményesebb csapata. A Colorado 2-0-ás előnyre tett szert, de a Vegas 4-2-re megfordította az eredményt. Az elődöntőben a Montreal búcsúztatta a Vegast. A bajnokság végén Fleury kapta alegjobb kapusnak járó Vezina-trófeát.
2021–2022
Júliusban Fleuryt elcserélték a chicagói Mikael Hakkarainenre. A szerződésének utolsó évét kezdő kapus 7 millió dollárral terhelte volna a csapat fizetési keretét ami az 5 millió dollárt kereső Lehner mellett már soknak bizonyult. November elején megszerezték a Buffalótól a 2015-ös draft első választottját Jack Eichelt. Az alapszakaszban a Vegas 94 pontot gyűjtött, ezzel -a csapat történetében először- lemaradt a rájátszásról. A Knights nem tudta pótolni Mark Stone, Alec Martinez, Pacioretty és Lehner többhetes hiányát. A bajnokság végén Peter DeBoert edzőt elküldték a csapattól.
2022–2023
Júniusban a Boston Bruins korábbi trénerét Bruce Cassidyt nevezték ki edzőnek. A bajnoki szünetben Max Paciorettyt elcserélték Carolinába. Az előző szezonban kétszer is egy hónapot kihagyó Lehner kapust a nyár folyamán két alkalommal is műteni kellett, így rá nem számíthattak a következő bajnokságban. Az alapszakaszban a Vegas a főcsoport első kiemeltje lett. A mezőnyjátékosok közül hatan értek el legalább 50 pontot. A rájátszás első körében 4-1-gyel búcsúztatták a Winnipeget. A következő fordulóban a csoport második Edmonton következett, akik ellen 4-2-vel jutottak tovább. Majd a főcsoport döntőjéből a Dallas ellen ugyanilyen arányban léptek tovább a döntőbe. A Vegas 4-1-gyel megnyerte a Stanley kupa döntőjét a Florida ellen.

## Csapatkapitányok
- Mark Stone 2021–

## Vezetőedzők
- Gerard Gallant 2017–2020
- Peter DeBoer 2020–2022
- Bruce Cassidy 2022–

## NHL-díjak és -trófeák
Stanley-kupa
- 2023

Clarence S. Campbell Bowl
- 2018

Jack Adams-díj
- Gerard Gallant 2018

Lady Byng-emlékkupa
- William Karlsson 2018

Mark Messier Leadership Award
- Deryk Engelland 2018

Az év menedzsere az NHL-ben
- George McPhee 2018

William M. Jennings-trófea
- Marc-Andre Fleury és Robin Lehner 2021

Vezina-trófea
- Marc-Andre Fleury 2021

Conn Smythe-trófea
- Jonathan Marchessault 2023